# The Mask of Fu Manchu
The Mask of Fu Manchu is een Amerikaanse avonturen/misdaadfilm uit 1932, gebaseerd op de Fu Manchu verhalen van Sax Rohmer. De hoofdrollen werden vertolkt door Boris Karloff, Lewis Stone en Karen Morley. De regie was in handen van Charles Brabin.

## Verhaal
Een groep Engelsen is op zoek naar de tombe van Dzjengis Khan, waar diens zwaard, harnas en masker verborgen zouden zijn. Alle drie de voorwerpen zouden de bezitter bovenmenselijke krachten geven. Ze moeten haast maken daar de kwaadaardige Fu Manchu het ook op de tombe en zijn inhoud heeft voorzien. Als hij ze in handen krijgt, is de wereld van hem.

## Rolverdeling
| Acteur           | Personage          |
| ---------------- | ------------------ |
| Boris Karloff    | Dr. Fu Manchu      |
| Lewis Stone      | Nayland Smith      |
| Karen Morley     | Sheila             |
| Charles Starrett | Terrence Granville |
| Myrna Loy        | Fah Lo See         |
| Jean Hersholt    | Von Berg           |
| Lawrence Grant   | Sir Lionel Barton  |
| David Torrence   | McLeod             |

## Achtergrond
De film wordt door critici vaak gezien als de beste Fu Manchu film van de jaren 30 van de 20e eeuw.